# International Championship 2019
L'International Championship 2019 è il terzo evento della stagione 2019-2020 di snooker ed è l'ottava edizione di questo torneo che si è disputato dal 4 all'11 agosto 2019 a Daqing in Cina.
Il 17 giugno Tom Ford ha realizzato nel turno di qualificazione il suo quarto 147 in carriera contro Fraser Patrick.
2° International Championship e 12º Titolo Ranking per Judd Trump.
Finale 2018: Mark Allen 10-5 Neil Robertson

## Montepremi
- Vincitore: £175.000
- Finalista: £75.000
- Semifinalisti: £32.000
- Quarti di Finale: £21.500
- Sedicesimi di Finale: £13.500
- Trentaduesimi di Finale: £8.500
- Sessantaquattresimi di Finale: £4.750
- Miglior Break della competizione: £6.000

## Tabellone delle qualificazioni[3]
Le Qualificazioni si sono giocate dal 14 al 17 giugno 2019 a Sheffield mentre gli ultimi 8 match si sono tenuti a Daqing il 4 agosto.
| Giocatore          | Giocatore             | Risultato       |
| ------------------ | --------------------- | --------------- |
| Thepchaiya Un-Nooh | Rod Lawler            | 6 - 3           |
| Matthew Selt       | Lee Walker            | 6 - 1           |
| Louis Heathcote    | Noppon Saenghkam      | 6 - 4           |
| Xiao Guodong       | Eden Sharav           | 6 - 4           |
| Mark Davis         | Bai Langning          | 6 - 2           |
| Jimmy Robertson    | Barry Pinches         | 6 - 3           |
| Shaun Murphy       | Riley Parsons         | 6 - 4           |
| Alan McManus       | Andy Hicks            | 6 - 5           |
| Peter Ebdon        | Soheil Vahedi         | 6 - 5           |
| Ali Carter         | Mitchell Mann         | 6 - 4           |
| Mark Selby         | Sam Baird             | 6 - 1           |
| Robert Milkins     | Alexander Ursenbacher | 6 - 3           |
| Barry Hawkins      | Jimmy White           | 6 - 3           |
| Ken Doherty        | David Lilley          | 6 - 4           |
| Zhao Xintong       | Andy Lee              | 6 - 4           |
| Kurt Maflin        | Long Zehuang          | 6 - 1           |
| Liang Wenbó        | Craig Steadman        | 6 - 4           |
| Duane Jones        | Lyu Haotian           | 6 - 4           |
| Ryan Day           | Jamie Clarke          | 6 - 5           |
| Daniel Wells       | Alex Borg             | 6 - 2           |
| Yuan Sijun         | Gerard Greene         | 6 - 0           |
| Ashley Carty       | Martin O'Donnell      | 6 - 1           |
| Jack Lisowski      | Chen Feilong          | 6 - 3           |
| Stuart Bingham     | Tian Pengfei          | 6 - 1           |
| Michael White      | Jackson Page          | 6 - 4           |
| Neil Robertson     | Oliver Lines          | 6 - 0           |
| Jak Jones          | Mike Dunn             | 6 - 0           |
| Graeme Dott        | Fan Zhengyi           | 6 - 2           |
| Ricky Walden       | Chen Zifan            | 6 - 0           |
| Elliot Slessor     | Li Hang               | 6 - 2           |
| Mark Joyce         | Luo Honghao           | 6 - 3           |
| David Grace        | Anthony Hamilton      | 6 - 1           |
| Zhou Yuelong       | Mei Xiwen             | 6 - 5           |
| Gary Wilson        | Lei Peifan            | 6 - 2           |
| Mark King          | Adam Stefanow         | 6 - 2           |
| David Gilbert      | James Cahill          | 6 - 0           |
| Chang Bingyu       | Michael Georgiou      | 6 - 2           |
| Ben Woollaston     | Thor Cuan Leong       | 6 - 4           |
| Mark Williams      | John Astley           | 6 - 5           |
| Joe Perry          | Joe O'Connor          | 6 - 4           |
| Michael Holt       | Hammad Miah           | 6 - 3           |
| Robbie Williams    | Billy Joe Castle      | 6 - 4           |
| Zhang Anda         | Lu Ning               | 6 - 2           |
| Liam Highfield     | Si Jiahui             | 6 - 4           |
| Martin Gould       | Harvey Chandler       | 6 - 2           |
| Tom Ford           | Fraser Patrick        | 6 - 1           |
| Chris Wakelin      | Ross Bulman           | 6 - 2           |
| Matthew Stevens    | Kishan Hirani         | 6 - 2           |
| Andrew Higginson   | Xu Si                 | 6 - 4           |
| Scott Donaldson    | Ian Burns             | 6 - 2           |
| Hossein Vafaei     | Dominic Dale          | 6 - 5           |
| Kyren Wilson       | Brandon Sargeant      | 6 - 4           |
| Nigel Bond         | Fergal O'Brien        | 6 - 2           |
| Stephen Maguire    | Jamie O'Neill         | 6 - 1           |
| Stuart Carrington  | Kacper Filipiak       | 6 - 1           |
| Sunny Akani        | Li Yingdong           | 6 - 4           |
| Mark Allen         | Peter Lines           | 6 - 1           |
| Sam Craigie        | Pang Junxu            | 6 - 2           |
| Anthony McGill     | Zhao Jianbo           | 6 - 3           |
| Judd Trump         | Jordan Brown          | 6 - 3           |
| Yan Bingtao        | Alfie Burden          | 6 - 1           |
| Ding Junhui        | Simon Lichtbenberg    | 6 - 5           |
| John Higgins       | Wu Yize               | 6 - 5           |
| Zhang Jiankang     | Luca Brecel           | 0 - 6 (Forfait) |

## Fase a eliminazione diretta
| Sessantaquattresimi di Finale | Trentaduesimi di Finale   | Sedicesimi di Finale      | Quarti di Finale          | Semifinali              | Finale                  |
| ----------------------------- | ------------------------- | ------------------------- | ------------------------- | ----------------------- | ----------------------- |
| Al meglio degli 11 frames     | Al meglio degli 11 frames | Al meglio degli 11 frames | Al meglio degli 11 frames | Al meglio dei 17 frames | Al meglio dei 19 frames |

Il Ranking indicato è quello prima dell'inizio della competizione.
| Giocatore          | Giocatore        | Risultato       | Ranking Giocatore 1 | Ranking Giocatore 2 |
| ------------------ | ---------------- | --------------- | ------------------- | ------------------- |
| Nigel Bond         | Neil Robertson   | 2 - 6           | 122                 | 4                   |
| Mark Davis         | Matthew Selt     | 6 - 3           | 36                  | 30                  |
| Graeme Dott        | Michael White    | 6 - 1           | 22                  | 46                  |
| Elliot Slessor     | Luois Heathcote  | 6 - 4           | 76                  | 98                  |
| Stuart Bingham     | Mark Joyce       | 6 - 1           | 13                  | 47                  |
| Ali Carter         | Alan McManus     | 6 - 5           | 17                  | 52                  |
| Ryan Day           | Kurt Maflin      | 4 - 6           | 21                  | 45                  |
| Thepchaiya Un-Nooh | Ricky Walden     | 2 - 6           | 35                  | 31                  |
| Daniel Wells       | Barry Hawkins    | 6 - 2           | 56                  | 9                   |
| Zhou Yuelong       | Robert Milkins   | 3 - 6           | 32                  | 38                  |
| Stuart Carrington  | Stephen Maguire  | 0 - 6           | 51                  | 16                  |
| Ken Doherty        | David Gilbert    | 2 - 6           | 62                  | 12                  |
| Jimmy Robertson    | Matthew Stevens  | 6 - 4           | 23                  | 44                  |
| Chris Wakelin      | Joe Perry        | 2 - 6           | 50                  | 19                  |
| Gary Wilson        | Peter Ebdon      | 6 - 1           | 20                  | 49                  |
| Ashley Carty       | Xiao Guodong     | 5 - 6           | 81                  | 25                  |
| Liam Highfield     | Mark Selby       | 3 - 6           | 58                  | 6                   |
| Yuan Sijun         | Shaun Murphy     | 5 - 6           | 53                  | 14                  |
| Mark Williams      | Jak Jones        | 2 - 6           | 3                   | 75                  |
| Ben Woollaston     | Mark King        | 6 - 3           | 37                  | 28                  |
| Scott Donaldson    | Martin Gould     | 6 - 4           | 34                  | 33                  |
| Liang Wenbó        | Duane Jones      | 6 - 5           | 41                  | 117                 |
| Jack Lisowski      | Andrew Higginson | 5 - 6           | 11                  | 61                  |
| Kyren Wilson       | Robbie Williams  | 6 - 2           | 8                   | 59                  |
| Zhao Xintong       | Ding Junhui      | 4 - 6           | 57                  | 10                  |
| John Higgins       | David Grace      | 6 - 4           | 5                   | 107                 |
| Chang Bingyu       | Yan Bingtao      | 3 - 6           | 96                  | 18                  |
| Luca Brecel        | Sunny Akani      | 6 - 3           | 15                  | 54                  |
| Zhang Anda         | Judd Trump       | 6 - 2           | 73                  | 2                   |
| Michael Holt       | Anthony McGill   | 3 - 6           | 43                  | 24                  |
| Mark Allen         | Sam Craigie      | 6 - 1           | 7                   | 66                  |
| Tom Ford           | Hossei Vafaei    | 6 - 0 (Forfait) | 27                  | 40                  |

| Giocatore       | Giocatore        | Risultato | Ranking Giocatore 1 | Ranking Giocatore 2 |
| --------------- | ---------------- | --------- | ------------------- | ------------------- |
| Mark Davis      | Mark Allen       | 1 - 6     | 36                  | 7                   |
| John Higgins    | Elliot Slessor   | 6 - 3     | 5                   | 76                  |
| Stuart Bingham  | Graeme Dott      | 3 - 6     | 13                  | 22                  |
| Neil Robertson  | Ricky Walden     | 6 - 5     | 4                   | 31                  |
| Kurt Maflin     | Ali Carter       | 3 - 6     | 45                  | 17                  |
| Liang Wenbó     | Daniel Wells     | 6 - 4     | 41                  | 56                  |
| Robert Milkins  | Jak Jones        | 3 - 6     | 38                  | 75                  |
| Gary Wilson     | Luca Brecel      | 6 - 2     | 20                  | 15                  |
| Anthony McGill  | David Gilbert    | 1 - 6     | 24                  | 12                  |
| Tom Ford        | Kyren Wilson     | 6 - 5     | 27                  | 8                   |
| Jimmy Robertson | Andrew Higginson | 4 - 6     | 23                  | 61                  |
| Stephen Maguire | Joe Perry        | 2 - 6     | 14                  | 19                  |
| Scott Donaldson | Judd Trump       | 4 - 6     | 34                  | 2                   |
| Mark Selby      | Ben Woollaston   | 6 - 3     | 6                   | 37                  |
| Yan Bingtao     | Shaun Murphy     | 4 - 6     | 18                  | 15                  |
| Xiao Guodong    | Ding Junhui      | 1 - 6     | 25                  | 10                  |

| Giocatore        | Giocatore      | Risultato | Ranking Giocatore 1 | Ranking Giocatore 2 |
| ---------------- | -------------- | --------- | ------------------- | ------------------- |
| Mark Allen       | Ali Carter     | 6 - 2     | 7                   | 16                  |
| Joe Perry        | Judd Trump     | 2 - 6     | 17                  | 2                   |
| Mark Selby       | David Gilbert  | 6 - 5     | 6                   | 12                  |
| Shaun Murphy     | Neil Robertson | 6 - 5     | 15                  | 4                   |
| Graeme Dott      | John Higgins   | 6 - 2     | 21                  | 5                   |
| Ding Junhui      | Liang Wenbó    | 6 - 5     | 9                   | 34                  |
| Gary Wilson      | Jak Jones      | 6 - 3     | 19                  | 71                  |
| Andrew Higginson | Tom Ford       | 4 - 6     | 57                  | 27                  |

| Giocatore   | Giocatore    | Risultato | Ranking Giocatore 1 | Ranking Giocatore 2 |
| ----------- | ------------ | --------- | ------------------- | ------------------- |
| Judd Trump  | Tom Ford     | 6 - 3     | 2                   | 27                  |
| Gary Wilson | Mark Selby   | 5 - 6     | 19                  | 6                   |
| Mark Allen  | Ding Junhui  | 6 - 3     | 7                   | 9                   |
| Graeme Dott | Shaun Murphy | 4 - 6     | 21                  | 14                  |

| Giocatore  | Giocatore    | Risultato | Ranking Giocatore 1 | Ranking Giocatore 2 |
| ---------- | ------------ | --------- | ------------------- | ------------------- |
| Judd Trump | Mark Selby   | 9 - 4     | 2                   | 6                   |
| Mark Allen | Shaun Murphy | 6 - 9     | 7                   | 14                  |

| FINALE Baihu Media Broadcasting Centre, Daqing, Cina, 11 agosto 2019 ARBITRO: Lyu Xilin            | FINALE Baihu Media Broadcasting Centre, Daqing, Cina, 11 agosto 2019 ARBITRO: Lyu Xilin | FINALE Baihu Media Broadcasting Centre, Daqing, Cina, 11 agosto 2019 ARBITRO: Lyu Xilin | FINALE Baihu Media Broadcasting Centre, Daqing, Cina, 11 agosto 2019 ARBITRO: Lyu Xilin | FINALE Baihu Media Broadcasting Centre, Daqing, Cina, 11 agosto 2019 ARBITRO: Lyu Xilin |
| Judd Trump (2)                                                                                     | 10 - 3                                                                                  | Shaun Murphy (14)                                                                       | Shaun Murphy (14)                                                                       | Shaun Murphy (14)                                                                       |
| -------------------------------------------------------------------------------------------------- | --------------------------------------------------------------------------------------- | --------------------------------------------------------------------------------------- | --------------------------------------------------------------------------------------- | --------------------------------------------------------------------------------------- |
| PRIMA SESSIONE: 1-0 2-0 3-0 4-0 5-0 5-1 5-2 6-2 6-3 (6-3) SECONDA SESSIONE: 7-3 8-3 9-3 10-3 (4-0) |                                                                                         |                                                                                         |                                                                                         |                                                                                         |
| MIGLIOR BREAK: 104 CENTURY BREAKS: 2                                                               | [ 5 ] [ 6 ]                                                                             | MIGLIOR BREAK: 87 CENTURY BREAKS: 0                                                     | MIGLIOR BREAK: 87 CENTURY BREAKS: 0                                                     | MIGLIOR BREAK: 87 CENTURY BREAKS: 0                                                     |
| Judd Trump vince l'International Championship 2019                                                 |                                                                                         |                                                                                         |                                                                                         |                                                                                         |

### Statistiche
In queste statistiche sono indicati solo i giocatori che hanno partecipato alla Fase a Eliminazione Diretta. Quelli che hanno partecipato a Qualificazioni e Fase a Eliminazione Diretta vengono classificati con entrambi i risultati.
| Giocatore          | Numero di frames vinti |
| ------------------ | ---------------------- |
| Judd Trump         | 49                     |
| Shaun Murphy       | 42                     |
| Mark Allen         | 36                     |
| Mark Selby         | 34                     |
| Gary Wilson        | 29                     |
| Graeme Dott        | 28                     |
| Ding Junhui        | 27                     |
| David Gilbert      | 23                     |
| Neil Robertson     | 23                     |
| Liang Wenbó        | 23                     |
| Andrew Higginson   | 22                     |
| Jak Jones          | 21                     |
| Tom Ford           | 21                     |
| Joe Perry          | 20                     |
| Ali Carter         | 20                     |
| John Higgins       | 20                     |
| Ricky Walden       | 17                     |
| Kyren Wilson       | 17                     |
| Yan Bingtao        | 16                     |
| Scott Donaldson    | 16                     |
| Daniel Wells       | 16                     |
| Jimmy Robertson    | 16                     |
| Kurt Maflin        | 15                     |
| Stuart Bingham     | 15                     |
| Ben Woollaston     | 15                     |
| Elliot Slessor     | 15                     |
| Robert Milkins     | 15                     |
| Stephen Maguire    | 14                     |
| Mark Davis         | 13                     |
| Anthony McGill     | 13                     |
| Xiao Guodong       | 13                     |
| Alan McManus       | 11                     |
| Yuan Sijun         | 11                     |
| Ashley Carty       | 11                     |
| Duane Jones        | 11                     |
| Jack Lisowski      | 11                     |
| Louis Heathcote    | 10                     |
| Ryan Day           | 10                     |
| Matthew Stevens    | 10                     |
| Martin Gould       | 10                     |
| Zhao Xintong       | 10                     |
| David Grace        | 10                     |
| Matthew Selt       | 9                      |
| Zhou Yuelong       | 9                      |
| Liam Highfield     | 9                      |
| Chang Bingyu       | 9                      |
| Mark King          | 9                      |
| Sunny Akani        | 9                      |
| Michael Holt       | 9                      |
| Nigel Bond         | 8                      |
| Thepchaiya Un-Nooh | 8                      |
| Barry Hawkins      | 8                      |
| Ken Doherty        | 8                      |
| Chris Wakelin      | 8                      |
| Mark Williams      | 8                      |
| Robbie Williams    | 8                      |
| Zhang Anda         | 8                      |
| Luca Brecel        | 8                      |
| Michael White      | 7                      |
| Mark Joyce         | 7                      |
| Peter Ebdon        | 7                      |
| Sam Craigie        | 7                      |

### Century Breaks (59)
| N° | Giocatore       | Century Breaks | Miglior Break |
| -- | --------------- | -------------- | ------------- |
| 1  | Judd Trump      | 9              | 141 (£3.000)  |
| 2  | Ding Junhui     | 4              | 131           |
| =  | Neil Robertson  | 4              | 119           |
| =  | Mark Allen      | 4              | 141 (£3.000)  |
| 3  | Gary Wilson     | 3              | 132           |
| =  | David Gilbert   | 3              | 109           |
| 4  | Louis Heatchote | 2              | 128           |
| =  | Mark Selby      | 2              | 127           |
| =  | Sam Craigie     | 2              | 124           |
| =  | Stuart Bingham  | 2              | 123           |
| =  | Liang Wenbó     | 2              | 120           |
| =  | Scott Donaldson | 2              | 115           |
| =  | Luca Brecel     | 2              | 111           |
| =  | Kurt Maflin     | 2              | 107           |
| =  | Shaun Murphy    | 2              | 106           |
| 5  | Ali Carter      | 1              | 137           |
| =  | Joe Perry       | 1              | 136           |
| =  | Stephen Maguire | 1              | 133           |
| =  | Xiao Guodong    | 1              | 132           |
| =  | Tom Ford        | 1              | 131           |
| =  | Jimmy Robertson | 1              | 121           |
| =  | Jak Jones       | 1              | 118           |
| =  | Daniel Wells    | 1              | 116           |
| =  | Yuan Sijun      | 1              | 115           |
| =  | Elliot Slessor  | 1              | 110           |
| =  | Yan Bingtao     | 1              | 105           |
| =  | Zhou Yuelong    | 1              | 102           |
| =  | Mark Joyce      | 1              | 100           |
| =  | Liam Highfield  | 1              | 100           |
| =  | Kyren Wilson    | 1              | 100           |

### Miglior Break nelle qualificazioni
| Giocatore | Century Break | Avversario     |
| --------- | ------------- | -------------- |
| Tom Ford  | 147           | Fraser Patrick |